# Weapons
Weapons – piąty studyjny album zespołu rockowego Lostprophets, pochodzącego z Walii. Został wydany przez NRG Recording Studios w dniu 2 kwietnia 2012 roku.

## Lista utworów
1. „Bring 'Em Down” 4:09
2. „We Bring An Arsenal” 3:26
3. „Another Shot” 4:08
4. „Jesus Walks” 4:35
5. „A Song For Where I'm From” 3:52
6. „A Little Reminder That I'll Never Forget” 4:16
7. „Better Off Dead” 3:37
8. „Heart On Loan” 4:08
9. „Somedays” 3:42
10. „Can't Get Enough” (Ukryta ścieżka „Weapon”) (4:59 na wersji deluxe oraz na wersji US, bez ukrytej ścieżki) 15:14

## Muzycy
- Ian Watkins – wokal
- Lee Gaze – gitara prowadząca
- Mike Lewis – gitara rytmiczna
- Stuart Richardson – gitara basowa
- Jamie Oliver – syntezator
- Luke Johnson – perkusja

## Notowania
| Notowanie          | Najwyższa pozycja |
| ------------------ | ----------------- |
| Irish Albums Chart | 52                |
| UK Album Charts    | 9                 |
| UK Rock Chart      | 1                 |